# Округ Џексон (Јужна Дакота)
Округ Џексон (енгл. Jackson County) је округ у америчкој савезној држави Јужна Дакота.

## Демографија
По попису из 2010. године број становника је 3.031, што је 101 (3,4%) становника више него 2000. године.
| Група             | 2000.         | 2010.         |
| Белци             | 1.465 (50,0%) | 1.292 (42,6%) |
| Афроамериканци    | 1 (0,0%)      | 6 (0,2%)      |
| Азијати           | 1 (0,0%)      | 1 (0,0%)      |
| Хиспаноамериканци | 12 (0,4%)     | 38 (1,3%)     |
| Укупно            | 2.930         | 3.031         |